# Janusz Barcicki
Janusz Barcicki (ur. 9 listopada 1920 w Zborówku, zm. 14 lutego 1999 w Lublinie) – polski chemik, naukowiec, profesor, wykładowca akademicki.

## Życiorys
Studia chemiczne odbył w latach 1946-1951 na  Uniwersytecie Marii Curie-Skłodowskiej. Od II roku studiów zatrudniony na wydziale matematyczno-przyrodniczym na stanowiskach zastępcy asystenta i młodszego asystenta. Po ukończeniu studiów w 1951 r. pracował na Wydziale Chemii, zdobywając tu stopnie doktora (1959) i doktora habilitowanego (1964) oraz tytuł profesora nadzwyczajnego (1973). Swoją pracę doktorską pt. Fizyko-chemiczne badania układu kwas olejowy-nafta jako kolektora mieszanego dla flotacji minerałów niesiarczkowatych napisał pod kierunkiem prof. Andrzeja Waksmundzkiego. W 1962 roku współtworzył zakład technologii chemicznej będąc jego kierownikiem w latach 1970-1991.
Specjalista w dziedzinie fizykochemii zjawisk powierzchniowych, katalizy heterogenicznej i technologii chemicznej, nauczyciel akademicki i wychowawca młodej kadry naukowej. Promotor prac magisterskich i doktorskich.
W czasie swojej pracy pełnił funkcje prorektora UMCS ds. Nauki (1968-1972), dziekana Wydziału Matematyczno-Fizyczno-Chemicznego (1981-1984), kuratora Pracowni Krystalografii (1986-1991), członka Rady Głównej Ministerstwa Nauki i Szkolnictwa Wyższego (1985-1988), Członka Rady Naukowej Instytutu Nawozów Sztucznych w Puławach (1973-1991), Przewodniczącego Lubelskiego Oddziału PTChem. (1980-1983).

## Odznaczenia
Za zasługi dla Uniwersytetu i środowiska został odznaczony Krzyżem Oficerskim Orderu Odrodzenia Polski, Krzyżem Kawalerskim OOP, Złotym Krzyżem Zasługi, Medalem Komisji Edukacji Narodowej, Odznakami „Zasłużony dla miasta Lublina” i „Zasłużony dla Lubelszczyzny”.

## Publikacje
Barcicki, Janusz (1998): Podstawy katalizy heterogenicznej, Lublin: Wydawnictwo UMCS.